# Вірхінія Рамірес
Вірхінія Рамірес (ісп. Virginia Ramírez, 22 травня 1964) — іспанська хокеїстка на траві.
Олімпійська чемпіонка 1992 року.